# Lepturgantes dilectus
Lepturgantes dilectus är en skalbaggsart som först beskrevs av Bates 1863.  Lepturgantes dilectus ingår i släktet Lepturgantes och familjen långhorningar. Inga underarter finns listade i Catalogue of Life.